# مرکز دائرةالمعارف بزرگ اسلامی
مرکز دائرةالمعارف بزرگ اسلامی (مرکز پژوهش‌های ایرانی و اسلامی) مؤسّسه‌ای علمی ـ پژوهشی است که در اسفند ماه سال ۱۳۶۲ سید کاظم موسوی بجنوردی آن را در تهران بنیاد نهاد. هدف این مرکز تدوین و انتشار دانشنامه‌های عمومی و تخصّصی و کتب مرجع در ابعاد مختلف معارف بشری به‌ویژه فرهنگ و تمدّن اسلامی و ایرانی است. کتابخانهٔ تخصّصی این مرکز دارای گنجینه‌ای افزون بر پانصد هزار جلد کتاب دربارهٔ ایران‌شناسی و اسلام‌شناسی است. فعّالیت‌های این بنیاد مستقل از بنیاد دائرةالمعارف اسلامی است.

## شکل‌گیری
رشد علوم و معارف در جوامع اسلامی و احساس نیاز به مجموعه‌هایی که در برگیرنده اطلاعاتی جامع دربارهٔ کلیات علوم رایج در زمان، و شامل موضوعات، تعاریف و اصطلاحات آن علوم باشند، موجب شد که برخی از دانشمندان به تدوین یک سلسله کتب عمومی در این زمینه‌ها بپردازند، احصاءالعلوم فارابی، مفاتیح العلوم خوارزمی، جامع العلوم فخرالدین رازی، دره التاج قطب الدین شیرازی، نفائس الفنون آملی، کشاف اصطلاحات الفنون تهانوی و ده‌ها مجموعه کوچک و بزرگ دیگر از این جمله‌اند. در آغاز سده ۱۴ قمری/۲۰ میلادی، برخی از خاورشناسان با همکاری تنی چند از نویسندگان اسلامی، به تدوین مجموعه‌ای با عنوان دائرةالمعارف اسلام، اقدام کردند و اندکی بعد، انتشار ویرایش دوم آن آغاز شد. این مجموعه هرچند با روشی علمی تهیه می‌شد، اما پاسخگوی نیازهای جوامع اسلامی نبوده و ما باید خود با روشی نوین و علمی به این کار بزرگ همت گماریم و بر ساحت گسترده فرهنگ اسلامی، پرتوی تازه افکنیم. مرکز دائرةالمعارف بزرگ اسلامی برای تحقق این مقصود تأسیس و به همت آقای کاظم موسوی بجنوردی زمینی واقع در اراضی دارآباد تهران در نظر گرفته شد و مطالعات ژئوتکنیک بر روی آن انجام شد.

## پیشینه مرکز
طراحی و اجرای این مجموعه از سال ۱۳۶۸ آغاز و در سال ۱۳۸۳، با زیربنای ۳۶۰۰۰ متر مربع در زمینی به وسعت حدود هفت هکتار به بهره‌برداری کامل رسید.
ساختمان بنا، بتنی است و از نظر طراحی سازه به پیشنهاد مهندس علی اکبر معین فر، بلوک‌های جداگانه‌ای به ابعاد ۱۱×۱۱ و ارتفاع ۱۰ متر در نظر گرفته شده که با درز انقطاع کنار هم قرار داده می‌شدند. ساختار بنا طوری است که سازه صلب، امکان تغییر شکل را در هر بلوک به هنگام زلزله فراهم کرده است، به نحوی که علی‌رغم معماری متنوع مجموعه، رفتار سازه‌ای در شرایط خطر (زلزله) منظم تلقی خواهد شد.

## کاندیدای جایزه معماری آقاخان
ساختمان مرکز دایرةالمعارف از طرف بنیاد فرهنگی آقاخان واقع در ژنو سوییس برای شرکت در مسابقه بین‌المللی این بنیاد که هر سه سال یک بار برگزار می‌شود، انتخاب شد.

## آثار مرکز
1. دائرةالمعارف بزرگ اسلامی که تا کنون ۲۳ جلد از آن منتشر شده است.
2. ترجمهٔ عربی دائرةالمعارف بزرگ اسلامی که تاکنون ۹ جلد آن تحت عنوان دائرةالمعارف الاسلامیة الکبری منتشر شده است.
3. ترجمهٔ انگلیسی دائرةالمعارف بزرگ اسلامی با همکاری مؤسسه مطالعات اسماعیلی لندن[۱] که تاکنون ۶ جلد آن توسط انتشارات بریل با نام دانشنامه اسلامیکا منتشر شده است.
4. دانشنامه ایران در ۳۰ جلد که تاکنون ۴ جلد از آن منتشر شده است.
5. جغرافیای جامع ایران در ۵ جلد - آماده چاپ
6. تاریخ جامع ایران از آغاز تا پایان دوره قاجاریه در ۲۰ جلد
7. تاریخ و فرهنگ کرد در ۶ جلد - در حال تدوین
8. تاریخ و فرهنگ آذربایجان در ۲ جلد - در حال تدوین
9. دانشنامه فرهنگ مردم ایران در ۸ جلد که تاکنون ۶ جلد آن منتشر شده است.
10. دانشنامه خلیج فارس در ۸ جلد - در حال تدوین
11. دانشنامه تهران بزرگ در ۸ جلد - که دو جلد اول آن که مربوط به شمیران است منتشر شده است.
12. فهرستوارهٔ کتاب‌های فارسی - معرفی آثار مکتوب فارسی از آغاز پیدایش این زبان تا پایان عهد چاپ سنگ از ماوراءالنهر تا آسیای صغیر در ۲۲ جلد که تاکنون ۱۲ جلد آن به چاپ رسیده است.
13. مجموعه پژوهش‌های ایران باستان که ۶ جلد آن منتشر شده است.
14. شاهنامه فردوسی تصحیح دکتر جلال خالقی که در ۱۱ جلد منتشر شده است.[۲]
15. حافظ (زندگی و اندیشه)، ۱۳۹۱

## شورای عالی علمی
شورای عالی علمی مرکز دائرةالمعارف بزرگ اسلامی متشکل از مدیران بخش‌های علمی و مشاوران عالی بر تمامی طرح‌های پژوهشی این مرکز نظارت مستقیم دارد. این شورا جهت بررسی، تصویب یا ردّ مدخل‌های دائرةالمعارفی، همچنین بررسی طرح‌های پژوهشی جدید تشکیل جلسه می‌دهد.
اعضاء فعلی این شورا عبارت‌اند از:
1. حسن رضایی باغ‌بیدی
2. علی‌اصغر دادبه
3. سید مصطفی محقق داماد
4. عباس سعیدی
5. علی‌اشرف صادقی
6. علی بلوکباشی
7. عنایت‌الله مجیدی
8. غلامحسین ابراهیمی دینانی
9. فتح‌الله مجتبایی
10. کامران فانی
11. مجدالدین کیوانی
12. محمدجواد حجتی کرمانی
13. محمد خاکی
14. سید محمدکاظم موسوی بجنوردی
15. محمد مجتهد شبستری
16. مهدی محقق
17. جلال خالقی مطلق
18. ژاله آموزگار
19. کتایون مزداپور
20. غلامرضا اعوانی
21. محمود امیدسالار
22. حسن انوری
23. احمد پاکت‌چی
24. نصرالله پورجوادی
25. مهدی رفیع
26. محمدحسن سمسار
27. محمدجواد فریدزاده
28. عزت‌الله فولادوند
29. حسین معصومی همدانی
30. محمدعلی موحد
31. رضا داوری اردکانی
32. فرهاد دفتری
33. حسن انصاری
34. احمد مسجدجامعی
35. عبدالله ناصری طاهری
36. علی میر انصاری
37. علی کرم همدانی
38. حسین میثمی
39. محمد جعفری (قنواتی)
40. سید علی آل داود
41. بهاءالدین خرمشاهی
42. بابک فرزانه
43. فاطمه لاجوردی
44. عبدالحسین آذرنگ
45. اسماعیل شمس
46. روزبه زرین‌کوب
47. یونس کرامتی
48. عنایت الله فاتحی نژاد
49. علی بهرامیان
50. محمود جعفری دهقی
51. فرهاد دفتری
52. غلامرضا اعوانی

و اعضاء درگذشتهٔ آن عبارت‌اند از:
1. داود فیرحی
2. یحیی ماهیار نوابی
3. حسن انوشه
4. آذرتاش آذرنوش
5. محمدابراهیم باستانی پاریزی
6. احمد مهدوی دامغانی
7. محمد دبیرسیاقی
8. داریوش شایگان
9. بدرالزمان قریب
10. فاطمه کریمی
11. جواد حدیدی
12. عنایت‌الله رضا
13. قمر آریان
14. احمد تفضلی
15. محمدحسن گنجی
16. جعفر شعار
17. عباس زریاب خویی
18. شرف‌الدین خراسانی
19. ویلفرد مادلونگ
20. منوچهر ستوده
21. سید محمد موسوی بجنوردی
22. عباس انواری
23. مسعود جلالی‌مقدم